# Olga Boznańska
Olga Boznańska (Cracovia, 1865 – Parigi, 1940) è stata una pittrice polacca.
Sue opere si possono ammirare nei musei nazionali di Varsavia e Cracovia, e presso musei di Parigi, Venezia, Praga.

## Istruzione ed esordi
La giovane Olga riceve con la sorella Izabela i primi rudimenti di disegno dalla madre, per poi iscriversi ai corsi di alcuni tra i più importanti insegnanti di Cracovia. Si trasferisce in seguito, per il suo perfezionamento, a Monaco di Baviera; qui entra in contatto con la vasta comunità di artisti polacchi lì presenti e dopo tre anni apre il suo primo studio. 
Rimane a Monaco fino al 1898, compiendo solo occasionali viaggi in Francia, Svizzera ed Austria.

## L'affermazione

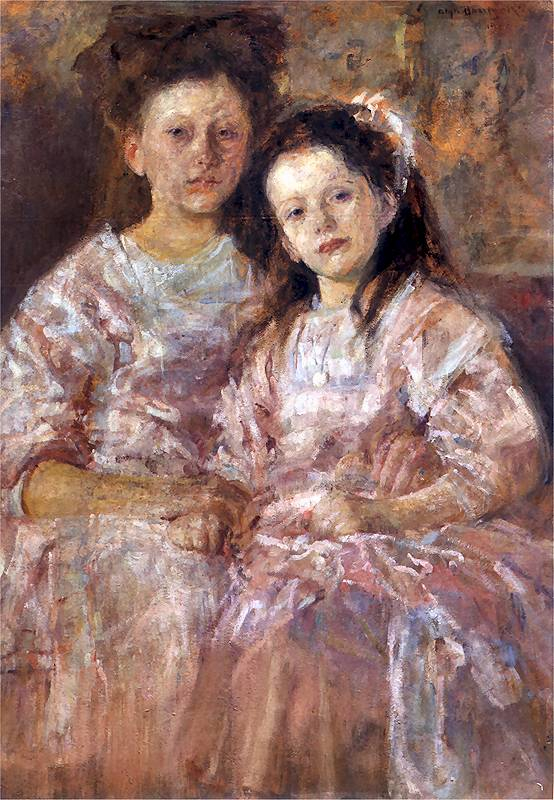
Portret Heleny i Władysławy Chmielarczykówien

Nel 1895 il giornale di Berlino Bazaar la include tra le dodici più interessanti pittrici europee.
Nello stesso anno le viene affidata la cattedra di disegno nella scuola privata di Theoedor Hummel a Monaco, esperienza per la quale otterrà molti consensi. In seguito le verrà offerta anche la direzione della sezione femminile dell'Accademia di Belle Arti di Cracovia, ma declinerà l'invitò.
Il 1896 segna il suo debutto a Parigi, al salone della Società nazionale di belle arti, della quale diverrà membro nel 1904. In 1898 si trasferisce definitivamente a Parigi.
Nel corso degli anni, la Boznańska ha aderito a molte società ed associazioni, tra cui la Società degli Artisti Polacchi, l'Associazione delle artiste polacche di Cracovia, la Società internazionale di scultori, incisori e pittori, la Società degli artisti polacchi a Parigi, e la Società artistica polacca.

## Esibizioni
La Boznańska ha iniziato molto presto a presentare al pubblico i suoi quadri, sia in Polonia che all'estero, partecipando a numerose collettive internazionali. In tutta la sua vita, ad ogni modo, ha tenuto un'unica personale in Polonia, alla Società amici dell'arte di Cracovia nel 1931. 
Dopo la sua morte sono state organizzate sue mostre postume alla Bibliothèque Polonaise di Parigi nel 1945 ed alla Società di belle arti di Cracovia l'anno seguente.
Nel 1960 le è stata dedicata una retrospettiva al Museo nazionale di Cracovia. Lo stesso museo ha organizzato un'altra grande mostra delle sue opere nel 2014.

## Riconoscimenti
Olga Boznańska ha ricevuto nel corso della sua carriera numerosi riconoscimenti, tra cui il premio della Probusz Barczewski Foundation nel 1908 ed il Premio città di Varsavia nel 1934. Le sono stati inoltre conferiti la Legione d'onore francese nel 1912 e l'Ordine della Polonia Restituta nel 1924. 
Nel 1959 all'Académie Colarossi di Parigi, dove la Boznańska ha insegnato disegno, è stata posta una targa in suo onore.